# Tsienyane/Rakops
Tsienyane/Rakops è un villaggio del Botswana situato nel distretto Centrale, sottodistretto di Boteti. Il villaggio, secondo il censimento del 2011, conta 6.396 abitanti.

## Località
Nel territorio del villaggio sono presenti le seguenti 71 località:
- Batinga,
- Beexhana,
- Bodumatau di 5 abitanti,
- Delta Sand Camp,
- Dikwalo di 75 abitanti,
- Ditawane di 2 abitanti,
- Dzaiyo,
- Eokae di 20 abitanti,
- Eokae Camp,
- Garobe di 11 abitanti,
- Ghaidumo di 5 abitanti,
- Habe,
- Herero (località),
- Kaatsamo,
- Kajethe di 3 abitanti,
- Kamdau di 3 abitanti,
- Kamtsidi di 3 abitanti,
- Kgomotshwaana,
- Kweedom I di 12 abitanti,
- Kweedom II,
- Kweedom III,
- Kweekodi di 27 abitanti,
- Kweekodi II di 3 abitanti,
- Lephaneng di 10 abitanti,
- Mabe di 6 abitanti,
- Magosi,
- Maipaafela di 3 abitanti,
- Makhi,
- Mangana di 1 abitante,
- Mangana,
- Matsiara di 16 abitanti,
- Matsibi,
- Mochaba di 7 abitanti,
- Mokoboxane End Camp di 1 abitante,
- Molekangwetsi di 1 abitante,
- Mosung di 2 abitanti,
- Motshollo di 5 abitanti,
- Motswere di 7 abitanti,
- Nakalaphala,
- Ngabetsha di 24 abitanti,
- Ngabetsoro di 27 abitanti,
- Nganio di 19 abitanti,
- Ngweekadi di 5 abitanti,
- Ootsoro,
- Osa di 9 abitanti,
- Phukalanche/ Guz di 4 abitanti,
- Pula di 20 abitanti,
- Quakhara (Alaphate),
- Quakhara (Skiner),
- Ramoswana di 32 abitanti,
- Seokwane 3 di 76 abitanti,
- Sukwane 1 di 62 abitanti,
- Sukwane 2 di 64 abitanti,
- Thaalakubu,
- Tlapaneng di 52 abitanti,
- Tlapeng di 3 abitanti,
- Tsienyane Lands 1,
- Tsoe di 84 abitanti,
- Tsolamosese di 4 abitanti,
- Xauga,
- Xdaega di 52 abitanti,
- Xhaetsa di 2 abitanti,
- Xhana,
- Xhixho 1 di 4 abitanti,
- Xhixho 2 di 3 abitanti,
- Xhixho 3,
- Xodio di 12 abitanti,
- Xodio di 8 abitanti,
- Xwitshaa di 28 abitanti,
- Zaoga di 22 abitanti,
- Zaoga